# Sophia Duleep Singh
Sophia Aleksandrowna Duleep Singh (ur. 8 sierpnia 1876 w Londynie, zm. 22 sierpnia 1948 w Tylers Green) – brytyjska sufrażystka pochodzenia indyjskiego, jedna z kilku indyjskich pionierek w sprawie praw kobiet w Wielkiej Brytanii w XX wieku, najlepiej pamiętana za swoją wiodącą rolę w Women's Tax Resistance League. Członkini Women's Social and Political Union (WSPU).

## Życiorys

### Rodzina i młodość
Przyszła na świat w londyńskiej dzielnicy Belgravia. Była wychowywana w Elveden w posiadłości Elveden Estate. Była piątym dzieckiem, a trzecią córką maharadży Duleepa Singha (ostatniego maharadży państwa Sikhów) i jego pierwszej żony, maharani Bamby Duleep Singh (córki Niemca, Ludwiga Müllera, wysokiego urzędnika w banku kupieckim Todd Müller and Company, i Sofii, jego kochanki, wyzwolenicy pochodzenia etiopskiego). Maharadża Duleep Singh i Maharani Bamba Duleep Singh mieli dziesięcioro dzieci, z których sześcioro przeżyło: Sophia, jej siostry – Bamba Sutherland i Catherine Hilda Duleep Singh – oraz jej bracia – Victor Albert Jay Duleep Singh, Frederick Victor Duleep Singh i Albert Edward Alexander Duleep Singh. 
Sophia została nazwana na cześć babki ze strony matki, a jej drugie imię, Aleksandrowna, zostało jej nadane w hołdzie jej matce chrzestnej, królowej Wiktorii (Alexandrina Victoria). Niektóre źródła podają również dodatkowe imię, Jindan, nadane po babce ze strony ojca, Maharani Jind Kaur.
W 1886 ojciec Sophii próbował wrócić z rodziną do Indii wbrew woli rządu brytyjskiego. W tym samym roku Sophia zachorowała na dur brzuszny. Matka, która się od niej zaraziła, zmarła. W 1889 ojciec poślubił Adę Wetherill, pokojówkę, z którą miał dwie córki.

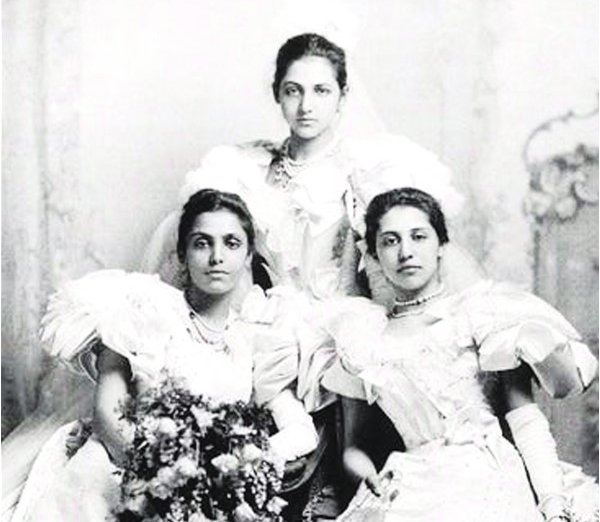
Siostry Bamba, Catherine i Sophia Singh, 1892

Kiedy w 1893 zmarł ojciec, Sophia odziedziczyła znaczny majątek. W 1898 królowa Wiktoria podarowała jej mieszkanie w Faraday House w Hampton Court. Sophia początkowo przebywała w Manor House w Old Buckenham, niedaleko brata, księcia Fryderyka.

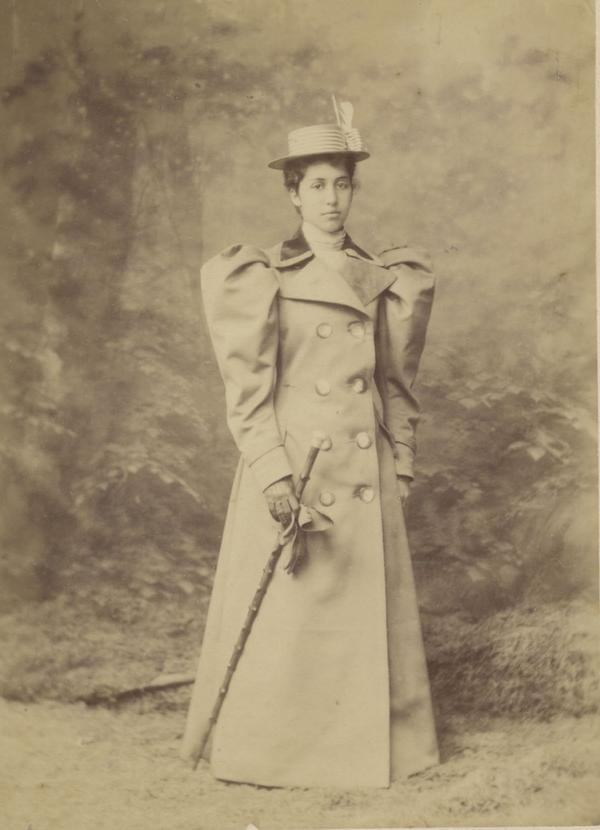
Sophia Duleep Singh, 1895

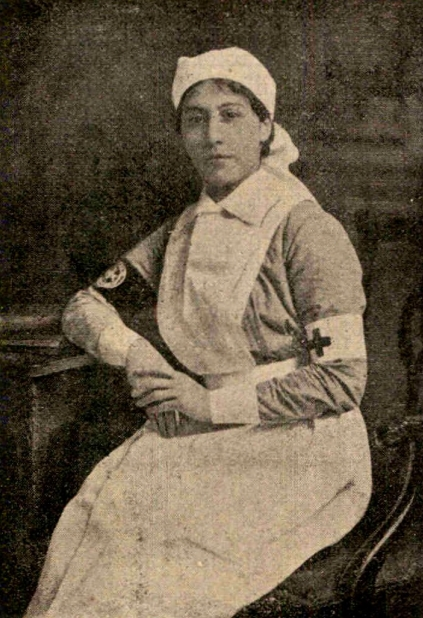
Sophia Duleep Singh jako pielęgniarka, 1919

W 1903 Sophia z siostrą Bambą odbyła potajemną podróż do Indii, by wziąć udział w Delhi Durbar. Podczas podróży do Indii w 1907 odwiedziła Amritsar i Lahaur oraz spotkała się z krewnymi. Była gospodynią „przyjęcia purdah” w Shalimar Bagh w Lahaur (stolicy państwa jej dziadka). Pod eskortą Brytyjczyków spotkała się z indyjskimi działaczami na rzecz niepodległości (Gopal Krishna Gokhale i Lala Lajpat Rai).

### Działalność społeczna i polityczna
W 1909 Singh wyjechała do Indii. Na polecenie Uny Dugdale, przyjaciółki sióstr Pankhurst, wstąpiła do WSPU. W 1909 Singh była czołową członkinią ruchu na rzecz praw wyborczych kobiet w Wielkiej Brytanii. Finansowała działalność grupy sufrażystek i przewodziła ich sprawie. Brała udział w zbieraniu funduszy dla sufrażystek. Odmówiła płacenia podatków. Promowała działania na rzecz praw kobiet w kolonii indyjskiej. Wspierała sprawę kobiet w wielu krajach.
Wraz z Emmeline Pankhurst i grupą działaczek Sophia Singh 18 listopada 1910 udała się do Izby Gmin na spotkanie z premierem. Odmowa ze strony Winstona Churchilla i brak reakcji rządu na Conciliation Bills spowodowały protest około 300 kobiet znany jako Czarny Piątek.
W 1911 niechętnie przemawiała publicznie i na zebraniach WSPU. Jednak z czasem zmieniła zdanie: przewodniczyła spotkaniom i na wielu przemawiała. Kiedy w 1911 Mithan Jamshed Lam i jej matka Herabai spotkały Singh w Indiach, nosiła małą żółto-zieloną plakietkę z napisem „Prawa wyborcze dla kobiet”.
W 1911 dochód z aukcji rzeczy przekazanych przez księżniczkę trafił na rzecz Women's Tax Resistance League. W dniu 22 maja 1911 została ukarany grzywną w wysokości 3 funtów za nielegalne trzymanie trenera, pomocnika i pięciu psów oraz za używanie broni. Protestowała, twierdząc, że nie powinna płacić opłat licencyjnych bez prawa wyborczego. W lipcu odmówiła zapłaty zaległej grzywny. W grudniu 1913 została ukarana grzywną w wysokości 12 funtów 10 szylingów za odmowę uiszczenia opłat licencyjnych za dwa psy, powóz i służącą. Księżniczka próbowała wybiec przed samochód premiera H.H. Asquitha, trzymając plakat z napisem „Dajcie kobietom prawo głosu!”. W 1913 Singh została sfotografowana jako sprzedawczyni gazety „The Suffragette”. Wspierała produkcję bomb używanych przez sufrażystki. Mimo takich działań nigdy nie została aresztowana, na co wpływ mógł mieć tytuł książęcy.
Podczas I wojny światowej wspierała indyjskich żołnierzy floty brytyjskiej. Jako jedna z 10 000 kobiet wzięła udział w marszu protestacyjnym przeciwko zakazowi tworzenia ochotniczych sił zbrojnych kobiet. Zgłosiła się na jako pielęgniarka Ochotniczego Oddziału Pomocy Brytyjskiego Czerwonego Krzyża. Od października 1915 do stycznia 1917 służyła w pomocniczym szpitalu wojskowym w Isleworth. Opiekowała się rannymi indyjskimi żołnierzami ewakuowanymi z frontu zachodniego.

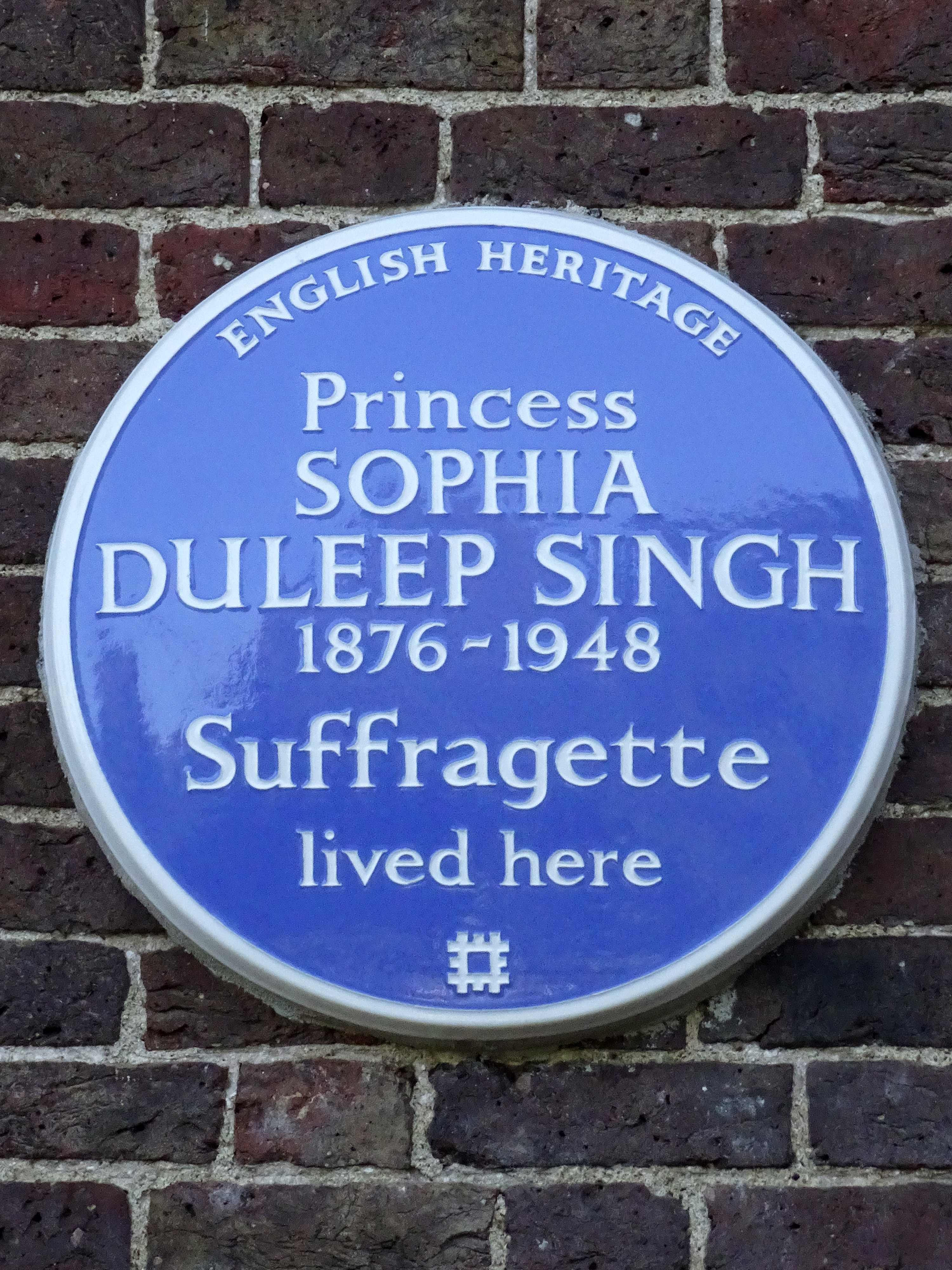
Niebieska tablica na cześć księżniczki

W 1918, po uchwaleniu ustawy zezwalającej kobietom powyżej 30. roku życia na głosowanie, Singh dołączyła do wspólnoty sufrażystek. W 1918 zorganizowała dzień flagi dla żołnierzy indyjskich, co wzbudziło duże zainteresowanie w Anglii i New Delhi. We wrześniu 1919 w Faraday House gościła indyjskich żołnierzy kontyngentu pokojowego. W 1924 wyjechała do Indii z siostrą i pułkownikiem Sutherlandem. Odwiedzili Kaszmir, Lahaur, Amritsar i Murree. Wizyta przyczyniła się do zwiększenia popularności hasła praw wyborczych dla kobiet w Indiach.
Królowa Wiktoria podarowała jej bogato ubraną lalkę, Little Sophie. Pod koniec życia Singh przekazała lalkę Drovnie, córce swojej gospodyni.
W 1930 przewodniczyła komitetowi, którego zadaniem było dostarczenie dekoracji kwiatowych na odsłonięcie pomnika Emmeline i Christabel Pankhurst w Victoria Tower Gardens.
Zmarła we śnie w Rathenrae (obecnie Folly Meadow) w Penn w Buckinghamshire, w rezydencji należącej do jej siostry Catherine. Została poddana kremacji zgodnie z obrzędami sikhijskimi 26 sierpnia 1948 w krematorium Golders Green. Przed śmiercią wyraziła życzenie, by jej prochy rozrzucono po Indiach.

## Upamiętnienie
Pojawiła się na pamiątkowym zestawie znaczków Royal Mail „Votes for Women”, wydanym 15 lutego 2018. Jej wizerunek zdobił znaczek o wartości 1,57 funta.
Jej nazwisko i zdjęcie (oraz zdjęcia 58 innych działaczek na rzecz prawa wyborczego kobiet) znajdują się na cokole pomnika Millicent Fawcett na Parliament Square w Londynie. Odsłonięto go w kwietniu 2018.
Mówiono o niej w filmach dokumentalnych: Sophia: Suffragette Princess (2015) i No Man Shall Protect Us: The Hidden History of the Suffragette Bodyguards (2018).
W styczniu 2023 firma English Heritage ogłosiła, że pod koniec roku na ścianie domu w Richmond, niedaleko pałacu Hampton Court, który królowa Wiktoria podarowała Singh i jej siostrom w 1896, zostanie odsłonięta niebieska tablica. Stało się to 26 maja 2023.